# Júsef Džabarín
Júsef Tajsir Džabarín (hebrejsky יוסף תיסיר ג'בארין‎, arabsky يوسف تيسير جبارين‎; 23. února 1972, Umm al-Fahm) je izraelský vysokoškolský pedagog a politik arabské národnosti; poslanec Knesetu za Sjednocenou kandidátku.

## Biografie
Žije ve městě Umm al-Fachm. Je ženatý, má čtyři děti. Působí jako pedagog. Přednáší lidská práva a pedagogiku na Tel-Hai Academic College v severním Izraeli a na právnické fakultě Haifské univerzity. Založil organizaci Dirasat, která je zaměřena na izraelské Araby a jejich práva. V minulosti byl právním poradcem Asociace pro lidská práva v Haifě a na severu Izraele. Je členem politické strany Chadaš.
Ve volbách v roce 2015 byl zvolen do Knesetu za Sjednocenou kandidátku (aliance čtyř politických stran arabské menšiny).